# 얀 레제크
얀 레제크(체코어: Jan Rezek, 1982년 5월 5일, 우스티 주 테플리체 ~)는 체코의 전 프로 축구 선수이다. 그는 국가대항전에서 체코 국가대표팀을 대표로 활약하기도 했다.

## 경력
레제크는 체코의 최상위 리그 몇 구단을 거쳤고, 러시아의 쿠반 크라스노다르에 몸담기도 했다. 2003년, 그는 테플리체 소속으로 포하르 FACR 우승을 거두었는데, 그는 앞서 1년 전에 스파르타 프라하 소속으로 컵대회를 우승했었다. 그는 스파르타 소속으로 2006-07 시즌에 1. 체스카 포트발로바 리가를 우승했고, 포하르 FACR도 석권해 2관왕을 달성했다. 2010년, 그는 빅토리아 플젠 소속으로 컵대회를 우승했다. 그는 2011년에 체코 국가대표팀 경기에 출전하며 스코틀랜드와의 햄던 파크 원정 경기에서 다이빙으로 페널티 킥을 유도해 논란의 도마에 올랐다. 체코는 이 페널티 킥을 통해 스코틀랜드를 제치고 유로 2012 본선행에 올랐다.
2013년 7월, 레제크는 중국 슈퍼리그의 창춘 야타이와 계약했다. 7월 14일, 그는 산둥 루넝 타이산과의 창춘 첫 경기에 출전해 골도 기록했다.

## 수상

### 클럽
테플리체
- 포하르 FACR: 2003

스파르타 프라하
- 1. 체스카 포트발로바 리가: 2004–05, 2006–07
- 포하르 FACR: 2007

빅토리아 플젠
- 1. 체스카 포트발로바 리가: 2010–11
- 포하르 FACR: 2010

아노르토시스 파마구스타
- PASP 이 주의 골: 2012 (리그 3차전,[2] 4차전[3])

## 국가대표팀 득점 기록
| #  | 날짜             | 경기장              | 상대       | 점수 | 결과 | 대회                 |
| -- | ---------------- | ------------------- | ---------- | ---- | ---- | -------------------- |
| 1. | 2011년 9월 6일   | 체코 프라하         | 우크라이나 | 3–0  | 4-0  | 친선경기             |
| 2. | 2011년 10월 11일 | 리투아니아 카우나스 | 리투아니아 | 0–2  | 1-4  | 유로 2012 예선전 I조 |
| 3. | 2011년 10월 11일 | 리투아니아 카우나스 | 리투아니아 | 0–3  | 1-4  | 유로 2012 예선전 I조 |
| 4. | 2012년 10월 12일 | 체코 플젠           | 몰타       | 3–1  | 3-1  | 2014년 월드컵 예선전 |